# Бартош Домбковський
Бартош Домбковський (пол. Bartosz Dąbkowski; народився 7 лютого 1985 у м. Торунь, Польща) — польський хокеїст, захисник. Виступає за «Краковія» (Краків) у Польській Екстралізі. 
Вихованець хокейної школи ТТХ «Торунь». Виступав за ТКХ «Торунь», ГКС Ястшембе.
У складі молодіжної збірної Польщі учасник чемпіонатів світу 2004 (дивізіон II) і 2005 (дивізіон I). У складі юніорської збірної Польщі учасник чемпіонату світу 2002 (дивізіон II) і 2003 (дивізіон I). 